# Alessandro Minali
Alessandro Minali (Busto Arsizio, 1888 – Milano, 1960) è stato un architetto italiano.

## Biografia
Fu progettista principalmente attivo nell'ambito della monumentalistica funebre, negli elementi di arredo, nella progettazione di giardini (IV Triennale di Milano, Monza 1930 e nell'attività del restauro; a Milano per il palazzo dell'Ambrosiana fra il 1928 e il 1931 con Ambrogio Annoni recuperò su decisione del Prefetto Giovanni Galbiati alcuni dei nuovi locali attinento alla chiesa di San Sepolcro fra i quali spiccano la Sala della Medusa adornata da una piccola fontana dello scultore Giannino Castiglioni e la Sala della Colonne, elaborato spazio arricchito da mosaici e sculture di gusto romano.
Con Ottavio Cabiati nel 1915 partecipò al concorso per il cimitero di Seveso (Monza e Brianza) vincendo il primo premio; con Alberto Alpago Novello aderì al concorso Vittadini per il collegamento tra la nuova Stazione Centrale di Milano e il centro della città (1922–23); con il Club degli Urbanisti (Novello, Muzio, De Finetti, Gadola, Ponti, Buzzi, Reggiori, Marelli, Lancia, Fiocchi e Palumbo), vinse il secondo premio per il Piano Regolatore di Milano (1927) con il progetto Forma Urbis Mediolani. Nel 1926 realizza con sculture di Salvatore Saponaro la Fontana dei tritoni all'angolo fra Via Romagnosi e Via Andegari. Del 1928 è il nuovo salone dell'Esattoria Civica di Milano; nel 1926 progetta, con sculture di Giannino Castiglioni, l'Edicola Antonio Bernocchi al Cimitero Monumentale di Milano.
Nelle prime opere del Minali prevale un linguaggio classico successivamente abbandonato a favore di quello più razionalista, utilizzato soprattutto per la realizzazione di residenze private. Altri suoi progetti sono: il cimitero di Ferno, diverse tombe, il Tennis Club Milano (1924), la Chiesa dei Giornalisti a Milano, la sede milanese del Banco di Sicilia in via Santa Margherita, il Parco della Memoria e della Pace nella frazione di Fondotoce di Verbania e diverse case d'abitazione e ville.